# Кодочиговский сельсовет
Кодочиговский сельсовет — сельское поселение в Тоншаевском районе Нижегородской области.
Административный центр — деревня Кодочиги.

## История
Статус и границы сельского поселения установлены Законом Нижегородской области от 15 июня 2004 года № 60-З «О наделении муниципальных образований — городов, рабочих посёлков и сельсоветов Нижегородской области статусом городского, сельского поселения».

## Население
| 2002  | 2010  | 2012  | 2013  | 2014  | 2015  | 2016  |
| ----- | ----- | ----- | ----- | ----- | ----- | ----- |
| 1303  | ↘1229 | ↘1214 | ↘1182 | ↘1164 | ↘1126 | ↘1122 |
| 2017  | 2018  | 2019  | 2020  |       |       |       |
| ↘1111 | ↘1093 | ↘1083 | ↘1031 |       |       |       |

## Состав сельского поселения
| № | Населённый пункт | Тип населённого пункта          | Население |
| - | ---------------- | ------------------------------- | --------- |
| 1 | Большая Лумарь   | деревня                         | ↘1        |
| 2 | Кодочиги         | деревня, административный центр | ↘242      |
| 3 | Ломина           | деревня                         | ↘12       |
| 4 | Малая Лумарь     | деревня                         | →1        |
| 5 | Мирянга          | деревня                         | ↘2        |
| 6 | Писари           | деревня                         | ↘11       |
| 7 | Шатташкем        | деревня                         | ↘1        |
| 8 | Южный            | посёлок                         | ↗959      |